# Centre Cívic Palmira Domènech
El Centre Cívic Palmira Domènech és un dels tres centres cívics del Prat de Llobregat, anomenat en referència a l'educadora i activista Palmira Domènech Ayats.
L'espai va obrir el 25 de març de 2019 després d'una inversió de 4 milions d'euros. El programa cultural del centre té com a principals àmbits la gastronomia, l'accés al coneixement, la cultura digital i el cos i el moviment.
L'edifici compta amb planta baixa i tres nivells, amb un total de 3.144 metres quadrats. A la planta baixa hi ha una sala d'actes per un centenar de persones, la primera planta té diverses sales i una terrassa, a la segona hi ha diverses aules, i a la tercera una cuina i diversos espais.